# First Avenue
A First Avenue & 7th St Entry (helyileg ismert nevén: The Mainroom vagy The Entry) két zenei helyszín ugyanabban az ikonikus épületben Minneapolis belvárosában, Minnesotában. A helyszínek nevei rövidítések az elhelyezkedésük alapján. A First Avenue a First Avenue North utcára, míg a 7th St Entry a 7th Street North utcára nyílik. A klub oldalán 531 csillag látható, amellyel megemlékeznek a korábbi fellépőkről.
David Carr (The New York Times) azt írta, hogy a First Avenue kulturális súlyához nem sok hasonlítható az Egyesült Államokban.
2020-ban ünnepelte 50. évfordulóját.

## Története

### Megnyitás

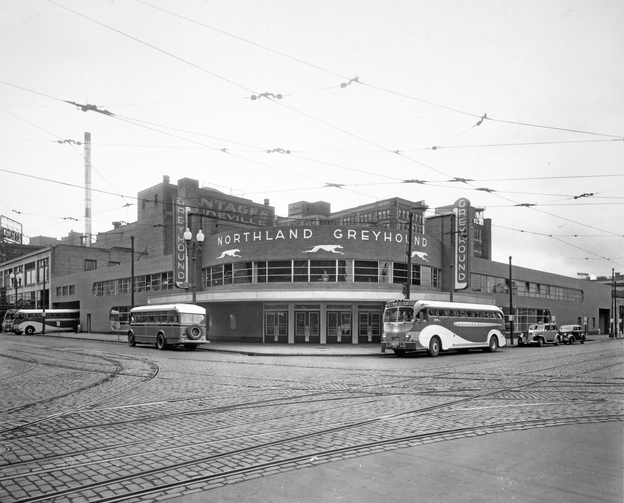
A Greyhound Lines buszállomását 1937-ben építették fel

Az épületet 1937-ben nyitották buszállomásként, évtizedekkel azt követően, hogy a Greyhound Lines-t megalapították Hibbingben, Minnesotában. Art deco stílusú. Az épület padlója kockás terrazzo, míg a kívül csillogó kék tégla, fehér szélekkel. 1968-ban áthelyezték az állomást mai napi helyszínére, a 10th Street-re.

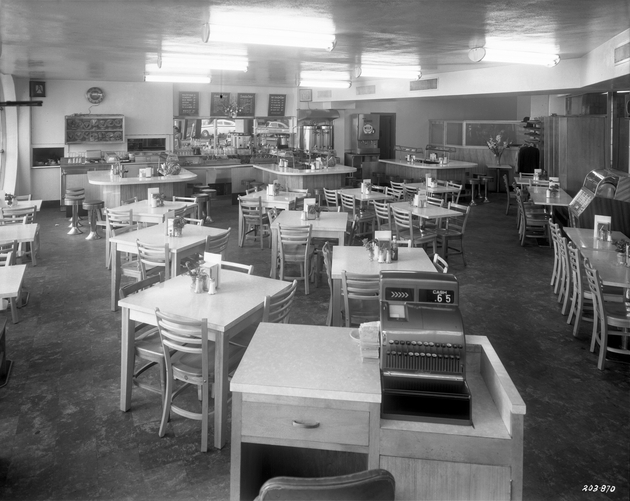
A Greyhound étterme (1951), amely napjainkban a 7th St Entry koncertterem

Az átalakítás története nem igazán tiszta. Az biztos, hogy Allan Fingerhut, a Fingerhut cég örököse befektetett 150,000 dollárt az épületbe, illetve Danny Stevens, a Danny's Reasons tulajdonosának volt egy nehezen megszerezhető alkohol-engedélye. Mindketten egyetértenek abban, hogy a nightklub Skip Goucher ötlete volt először.
1970. április 3-án nyitott meg a The Depot egy Joe Crocker koncerttel, akihez csatlakozott 27 további zenész és énekes, mint Leon Russell, Rita Coolidge, Claudia Lennear, Jim Keltner, Jim Price és Bobby Keys.

### Diszkó-éra
Két év biztos működés után szembe kellett néznie a Depot-nak, hogy a zenei élet elkezdett megváltozni a városban. A pszichedelikus rock egyre kevésbé volt kedvelt és a diszkó elkezdett egyre kedveltebb lenni. Egy rövid átépítést követően átvette a The Depot helyét 1972 júliusában az Uncle Sam's, amely az American Avents Corporation of Cincinnati franchise-a volt. A klub vörös-fehér-piros színeket viselt, volt egy DJ, egy dobos és egy világító táncparkett, amelyet Richard Luka a következőként írt le: "a Studio 54 a diszkriminatív Kmart vásárlónak." 1973 végén Steve McClellan (aki később a klub tehetségkutatója és ügyvezetője lett) elkezdett dolgozni csaposként a klubban. 

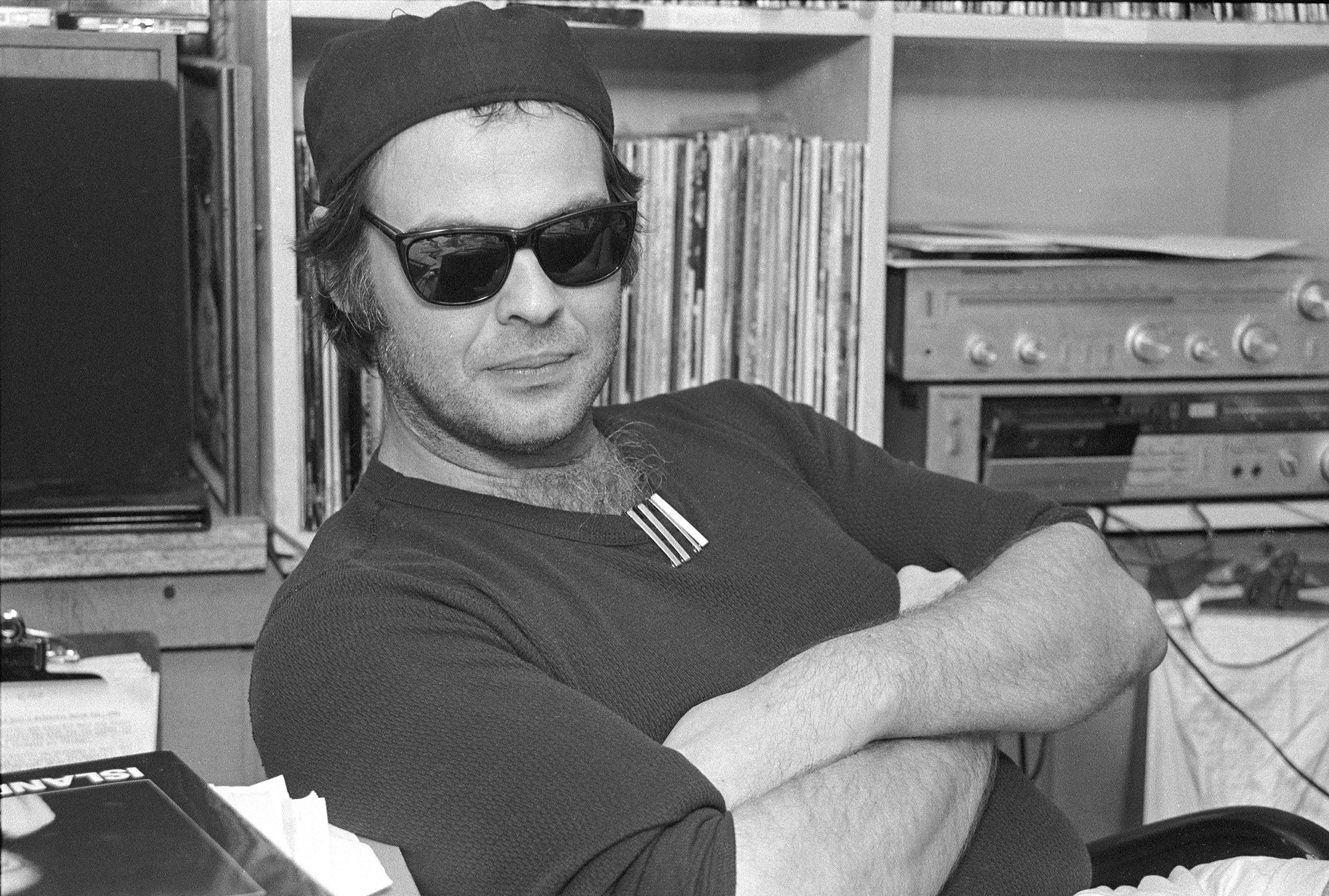
Steve McClellan egyike volt a kevés megbízható koncertszervezőnek az Egyesült Államokban

Miután az American Avents elhagyta a klubot 1979-ben Steve McClellan, akkor már ügyvezetőként felvette korábbi középiskolai osztálytársát, Jack Meyers-t, hogy segítsen a pénzügyeket kezelni. Dan Lessard volt a bár dolgozóinak menedzsere. 1980 elején Sam's lett a hely új neve. 1981 új évének napján kapta meg a klub a mai nevét.

### Danceteria

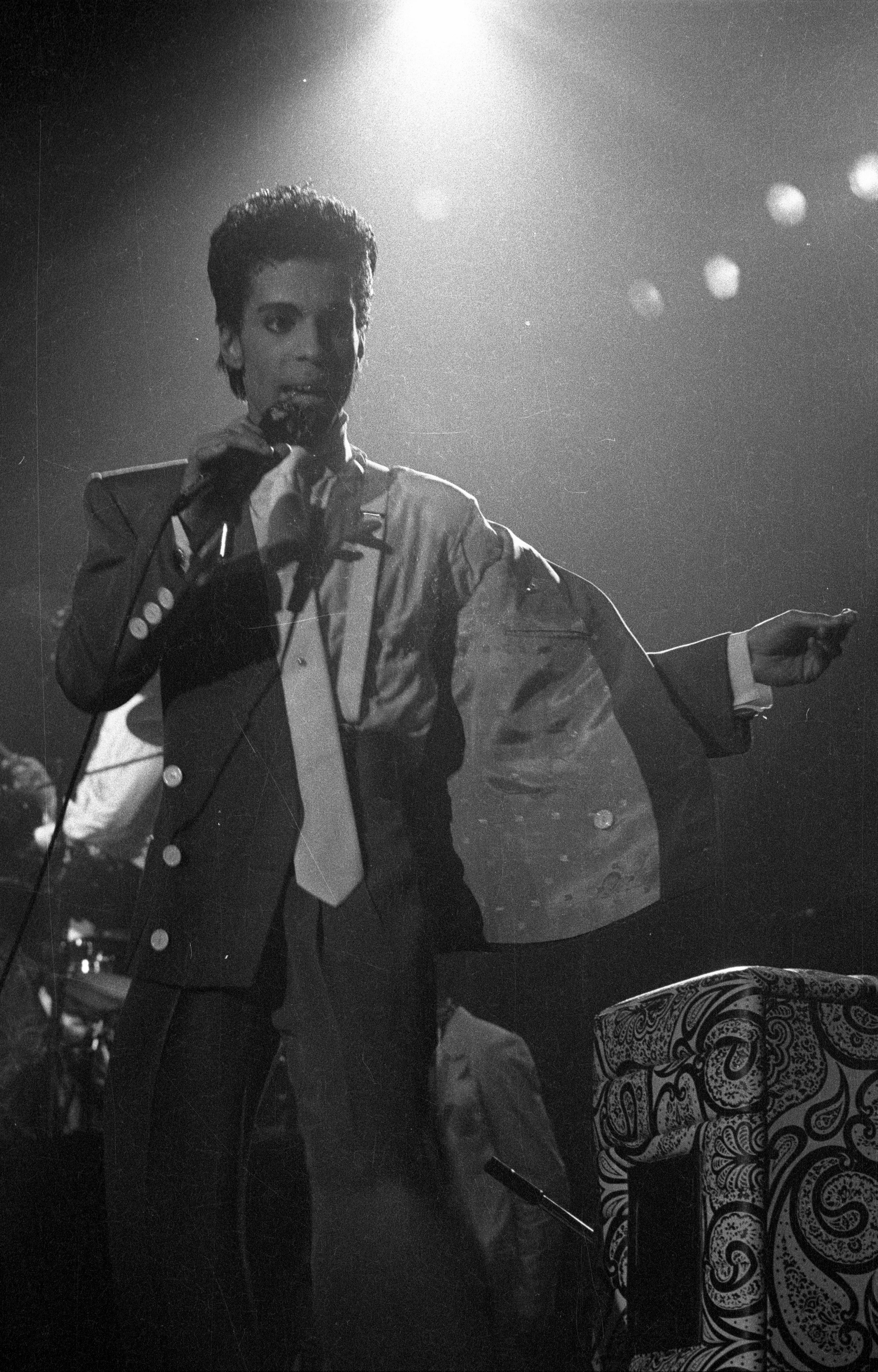
Prince 1986-ban

Chrissie Dunlap 1979-ben kezdett el dolgozni a klubnak, mikor McClellan megegyezett a Ramones-szel és Pat Benatar-ral két egymást követő, teltházas koncertben. Kevin Cole és Roy Freedom kiépített hetente megrendezendő hétvégi táncesteket, amelyeknek Danceteria volt a neve, az azonos nevű New York-i klub által inspirálva. Ezek az estek általában elég bevételt hoztak, hogy kifizessék vele a klub számláit. A klub történetének nagy részében ezeknek az esteknek köszönhetően élt túl.

### Prince-éra
A diszkrimináció nagy probléma volt Minneapolis belvárosában az 1970-es években. Dunlap rávette Jimmy Jam-et és a Mind & Matter-t, hogy írják saját dalaikat, akik így képesek voltak áttörni. Először megegyezett a Lipps-szel, majd 1981-ben úgy döntött, hogy ad egy esélyt Prince-nek 2500 dollárért és a jegybevételek egy részéért. Mielőtt meghalt volna 2016-ban, Prince kilenc teljes koncertet játszott a First Avenue-ban. Ennek következtében sok rajongója azt hitte, hogy ő a klub tulajdonosa.
1983-ban Prince itt vette fel a Purple Rain című dalt, amely a Bíboreső című filmjének és az azonos című albumnak címadó dala lett. Prince és menedzsmentje 100 ezer dollárt ajánlott a First Avenue-nak, hogy felhasználhassák forgatásra 1983 novembere és decembere között, de az Entry nyitva maradhatna. McClellan elkezdett attól tartani, hogy a tényleges zenerajongók helyett elkezdték turisták látogatni klubját, de ő és Meyers hálásak voltak a megemelkedett bevételért.

### Tulajdonosi változások
A klubot 2004 őszén bezárták pénzügyi problémák miatt a klubot, amely tüntetést váltott ki zenerajongókból. A klubot egy héttel később ismételten kinyitották Meyers, McClellan és Byron Frank közreműködésével.
McClellan 32 év után, 2005-ben elhagyta a First Avenue-t, hogy elkezdjen a Diverse Emerging Music Organization nonprofit szervezetre koncentrálni. McClellan távozása után Jack Meyers volt a klub ügyvezetője 2009-ig, mikor Nathan Kranz átvette tőle a vezetést.

## 7th St Entry

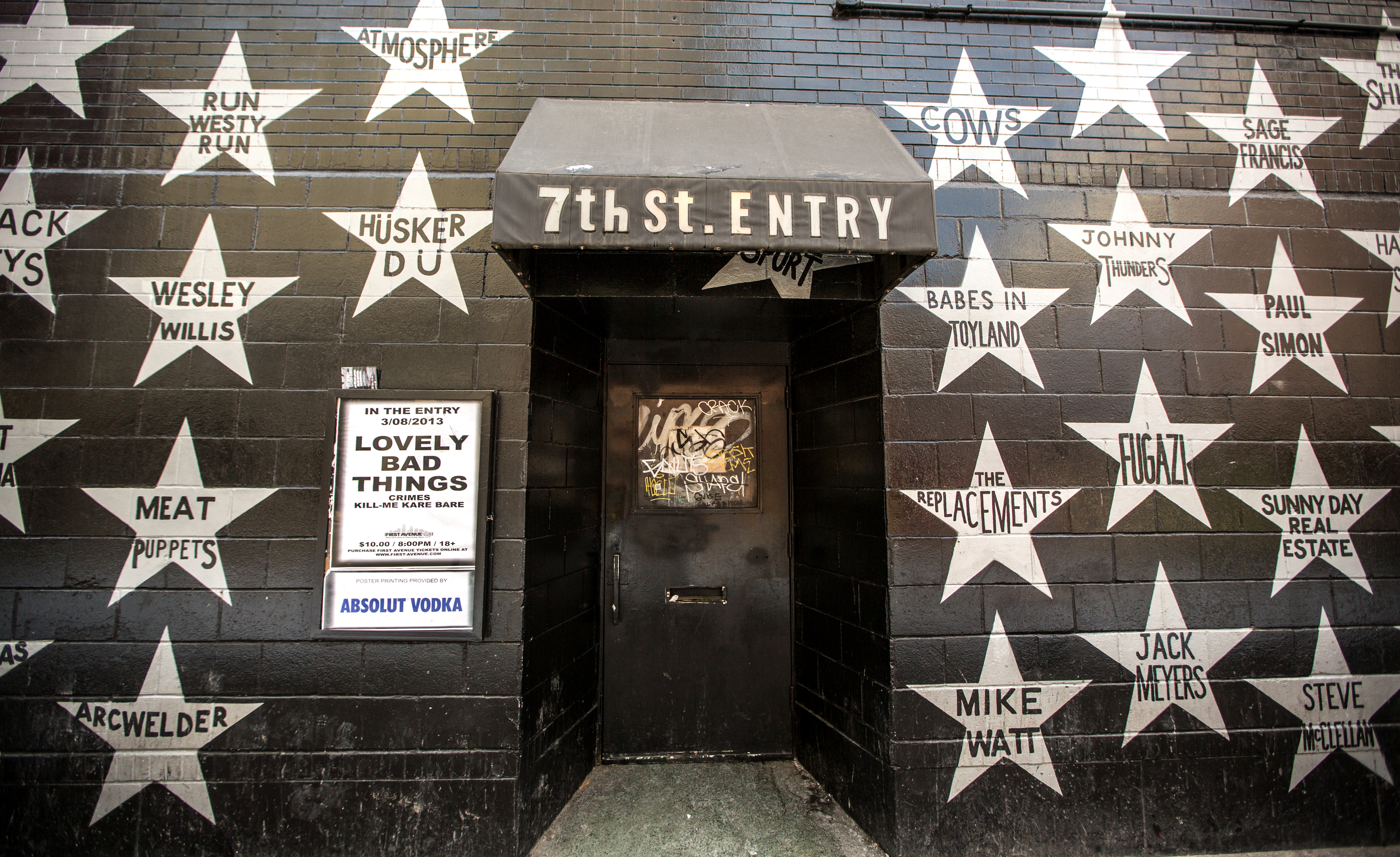
A 7th Street Entry bejárata

A 7th St Entry egy kisebb színpad (250 fős befogadóképességgel), amely hozzá van kapcsolva az 1500 főt befogadó First Avenue-hoz. A hely korábban a egy étterem volt (Greyhound Cafe), majd később egy ruhatár, mielőtt Danny Flies és McClellan elköltött 1500 dollárt a felújítására. Meyers odaajándékozta a klubnak saját Bose hangszóróit, hogy felhasználják a színpadon. A Jay's Longhorn Bar-hoz és a Duffy's-hoz hasonlóan az újonnan alakult helyi együttesek léptek fel itt, akik még ne voltak elég ismertek a First Avenue-hoz.
Az Entry 1980. március 21-én nyitotta meg kapuit, mikor Cathy Mason fellépett a Wilma & the Wilburs-zel, Curtiss A koncertje előtt.

## Fontos események

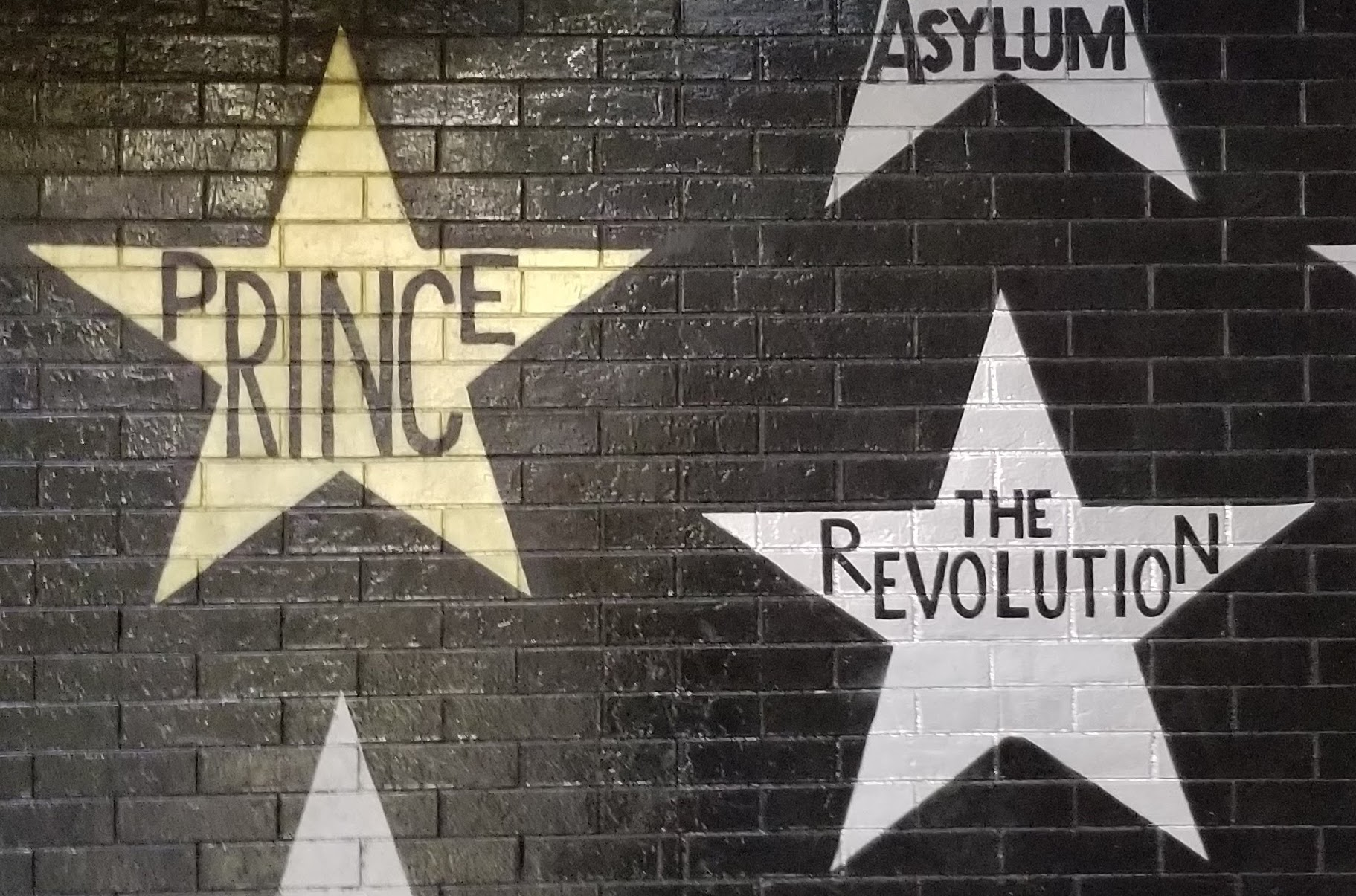
Prince aranycsillaga a klub falán.

A klub nagyon sok minnesotai előadónak adott kiindulópontot az évek során, mint Prince, a The Revolution, a The Replacements, a Hüsker Dü, a Soul Asylum, a Semisonic, az Atmosphere, a Brother Ali, a Dosh, a The Jayhawks, a Mint Condition és Curtiss A.
1970 óta nagy befolyással vannak az itt fellépő zenészek a minnesotai zene alakulására. A First Avenue ezüst csillagokat festett a korábban ott fellépett előadók emlékére az épület külsejére. Az egyetlen aranycsillag Prince tiszteletére van felfestve a klub falára. A klub ezek mellett 1984-ben szerepelt a Bíboreső című filmben.
A U2 az October egy részét a klubban írta.
Grammy-győztes Lucinda Williams egy 2009-es koncertje után itt házasodott össze a színpadon.
Cory Smoot (Gwar) itt játszotta utolsó koncertjét 2011. november 3-án. A fellépés után órákkal már halott volt.
A klub 15. helyen szerepelt 2013 novemberében a Playboy "Guide to Best Nightclubs in the World" című listáján.
Egy Theory of a Deadman koncert közben, 2015. augusztus 12-én az épület egy része összeomlott. Hárman megsérültek.
A nonprofit Developing Music and Arts Foundation-t 1999-ben alapította a klub.

## Művek
1970-ben a The Depot felvette az első koncertalbumot a klub történetében, amely Gathering at The Depot címen jelent meg.
Daniel Corrigan (a First Avenue fényképésze 1981 óta) több videót is készített a Minnesota Historical Society-nak.
2000-ben kiadták a First Avenue & 7th Street Entry: Your Downtown 'Danceteria' Since 1970 című könyvet, amelyet Rebecca Noran írt és szerkesztett és a klub történetéről szól. 1998 szeptembere és 2000 augusztusa között kiadták a First Avenue In House magazint.
2005 novemberében kiadták az első válogatásalbumukat, amellyel a klub 35 éves évfordulóját ünnepelték, amelynek a címe Bootlegs Volume 1. Ezen a lemezen a First Avenue-ban és a 7th St Entry-ben felvett dalok szerepeltek. A bevételeket mind McClellan nonprofit szervezetének, a DEMO-nak juttatták.
Ezek mellett otthont ad a F1RST Wrestling-nek, amelynek jelenleg Arik Cannon a tulajdonosa.